# Војник
Војник је редовни члан армије који није официр. Реч потиче од речи војевати. Синоним за обичног војника је и редов — израз којим се описује најнижи чин у копненој војсци неке државе.
Војник којем истекне служба у војсци назива се ветеран, а термин се може употребљавати и за искусног члана војске.
За припаднике посебних родова војске се користе изрази попут пешадинац, артиљерац, инжињерац итд.

## У војсци Србије
У Војсци Србије професионални војник представља активно војно лице са чином од разводника до млађег водника у Копненој војсци, Ратном ваздухопловству и противваздухопловној одбрани и Речној флотили.
Чинови професионалних војника у Војсци Србије:
|              | КоВ | РВ и ПВО | РФ |
| ------------ | --- | -------- | -- |
| Млађи водник |     |          |    |
| Десетар      |     |          |    |
| Разводник    |     |          |    |

## Азија

### Народна Република Кина
У Народноослободилачкој војсци Народне Републике Кине, редови и редови прве класе су обично регрутовани војници који служе две године; војни обвезници који се добровољно пријаве да наставе даље од овог рока могу постати професионални војници: „По завршетку уводне обуке регрути добијају чин редова; у другој години постају редови прве класе. На крају две године војни обвезници могу бити демобилисани или, ако се добровољно пријаве, могу бити изабрани да постану подофицири. Они такође могу да похађају војну академију да постану официри након положеног теста. Заправо, двогодишњи регрутациони период је пробни период."

### Сингапур
Када регрути заврше основну војну обуку (BMT) или основну обуку за спасавање (PTE), они стичу чин редова (PTE). Редови не носе чинове на свом носачу чинова. PTE који су се добро показали унапређују се у чин каплара (LCP). Оружане снаге Сингапура данас ретко додељују PFC ранг. Сви регрутовани редови могу бити унапређени директно у капларе ако испуњавају минималне квалификационе услове, процену понашања и радни учинак. Регрути који нису завршили BMT, али су завршили две године националне службе бивају унапређени у редове.

## Комонвелт

### Аустралија
У Аустралијској армији, војник основног ранга не носи никакве ознаке. Као и његов еквивалент у Британској армији, аустралијски војни чин редова (ПТЕ) има друге титуле, у зависности од корпуса и спецификација тог припадника.
Следећи алтернативни чинови су доступни за редове у Аустралијској војсци:
- Занатлија (CFN) – Краљевски аустралијски инжењери електротехнике и машинства[7]
- Тобџија (GNR) - Краљевска аустралијска артиљерија
- Сапер (SPR) – Краљевски аустралијски инжењери;
- Музичар (MUSN) – Корпус аустралијског војног бенда
- Сигналиста (SIG) - Краљевски аустралијски корпус сигнала
- Трупер (TPR) – Краљевски аустралијски оклопни корпус, Авијација аустралијске војске и Аустралијски пук специјалне ваздушне службе
- Патролер - Регионалне јединице за надзор снага[8]

### Канада
У Канадским оружаним снагама (CAF), редов је најнижи чин за припаднике који носе војну униформу. То је еквивалентно скупу NATO кодова OR-1 до OR-3, за разлику од било којег специфичног NATO кода. Политика Канадских снага диктира три врсте унапређења у овом чину: унапређење (суштинско), напредовање и додељивање активног ранга. Постоје три могућности напредовања у рангу редова (фр: échelons) (што не треба мешати са суштинским напредовањем, иако је напредовање под кориштеном терминологијом унапређења): редов (регрут), редов (основни) и редов (обучени), што би се незванично могло сматрати еквивалентним NATO кодовима OR-1, OR-2 и OR-3.
Две главне подврсте службених унапређења су служба/недостатак (AL/) квалификација и привремени статус (A/ (P)) (ретко). Деловање без квалификације има само платне разлоге за „напредовање“ (или бонус) и стаж (када се суштински унапреди, стаж у новом чину каплара је датум унапређења у материјални чин, уз истовремено прилагођавање датума доделе (или „унапређење у“) вршиоца дужности). Докле год су сви остали административни предуслови испуњени и члан има 48 месеци квалификоване службе, стиче се обављањем дужности без квалификација (дословно, без предуслова QL5 квалификација да би се сматрао и поштовао као суштински каплар). Када се испуни последњи предуслов, долази до суштинске промоције (обично, само на папиру, без друге церемоније обележавања промоције). Док је још увек вршилац дужности без звања каплара (обученог) (AL/Cpl Pte(T)) (или, једноставно, вршилац дужности који није каплар (AL/Cpl), или, неформално, каплар (Cpl)), редов нема никакав ауторитет или законска овлашћења капларског чина. Новододељени вршиоци дужности који ницу каплари често могу грешком, на основу овог одобрења, да захтевају од војника истог ранга да се обавезно повинују његовим/њеним наређењима. У пракси, ланац командовања (CoC) одређује практично старешинство именованим задужења. Није неуобичајено да редов (обучени) буде именован за задуженог (IC) над његовим колегама, укључујући вршиоца дужности који није каплар, за одређени задатак/смену/догађај/вјежбу. Стога, редов (регрут) са 5 или више година стажа, (што се често дешава, на пример, након што је ушао преко NCM-SEP, завршава факултет пре похађања основне обуке, а затим постаје трајно повређен током основне обуке, одрађује његову/њену обавезну службу (OS) и разматра се за отпуштање, и након тога, чека поменуто пуштање), има виши стаж од вршиоца дужности који није каплар са 4 године стажа. У овом случају, редов (регрут), без именовања из ланца би теоретски постао IC по подразумеваној основи, уместо вршиоца дужности који није каплара. Редов (регрут) који је служио 2 године прима исту плату као и редов (обучени) и редов (основни) који је служио 2 године, пошто се повећања плате догађају након 2 године, од када је CAF елиминисао рубрике са основним и регрутним платама за чин редова од фискалне 1992. до 1998. године. Због компликоване и застареле организационе структуре рангова CAF-а, већина припадника у свим ранговима није упозната са правилима и самим тим их не поштује. Није објављена расправа о одвајању напредовања у чиновима са независним хијерархијским ранговима.
Додељивање чина вршиоца дужности док је тако запослен (AWSE или A/WSE) је последња од подврста унапређења вршилаца дужности. Оне су познате као театарске промоције, јер се нужно могу одвијати само у театру, јер су „ограничене на одређене команданте оперативних театара“. Међутим, AWSE унапређења нису позната у редовним млађим чиновима, већ она постоје искључиво у домену виших официра (обично мајора и више) који користе овај процес како би им се одобрила већа плата поврх онога што већ зарађују, као и област првенства након решавања одлука о жалбама без ратификације у званичној војној политици.
Ваздухопловни чин авијатичара (Avr) се раније звао „редов“, али се то променило у фискалној 2015. години, када су традиционалне ознаке и звање овог чина замењене у корист новог звања које је увео министар националне одбране још у септембру 2014. године, као део напора Владе Канаде да разграничи „различите културе сервиса“.
До 2020. године, морнарички еквивалент за редова (регрута) био је обични морнар (регрут) (OS (R)); за редове (основне), обични морнар (основни) (OS (B)); и, за редове (обучени), способан морнар (AB). Дана 4. септембра 2020. године, командант Краљевске канадске морнарице (RCN) објавио је нове ознаке чинова на енглеском за ниже чинове, тврдећи да титуле енглеског ранга „Не одражавају модерну и инклузивну службу“. Еквивалент чина редова (регрут) и редов (основни) сада је морнар треће класе (S3); и, за редове (обучени), морнар друге класе (S2). Француски еквивалент за „морнара” је matelot.
Еквивалент редова на француском језику је soldat. Еквивалент на француском језику за авијатор је aviateur. Напредовања у чину су корисна, јер омогућавају упоредивост са другим војскама и повезана су са DAOD 5031-8.

### Велика Британија
У Британској војсци, редов (Pte) је једнак са OR-1 и OR-2 на NATO скали, иако нема разлике у рангу. Редови не носе ознаке. Многи пукови и корпуси користе друга дистинктивна и описна имена уместо редова, неки од ових чинова су коришћени вековима; други су млађи од 100 година.

## Галерија
- Еполета редова/војника у војсци Краљевине Србије, Краљевине Срба, Хрвата и Словенаца, Краљевине Југославије и у Окупираној Србији
- Еполета војника у ЈНА, Војсци Југославије и Војсци СЦГ